# Чорноморочка (жіночий футбольний клуб)
«Чорноморочка» (Одеса)  — український жіночий футбольний клуб з Одеси.

## Хронологія назв
- 1985: «Приморець»
- 198?: «Приморочка»
- 1989: «Чорноморочка»

## Історія
Футбольний клуб «Приморець» було засновано 5 березня 1985 року в місті Одеса, першим тренером команди призначено Анатолія Носова. На перше тренування клубу прийшло близько 300 дітей, серед яких значну кількість становили дівчата. Першим місцем для тренування майбутніх футболісток був Стадіон Юридичного інституту Одеси. З перших років існування одеський клуб почав завойовувати трофеї. У 1986 році одеситки виграли Всесоюзний турнір на кубок міста-героя Одеси, а також міні-футбольний турнір в Ізмаїлі. Згодом клуб змінив назву на «Приморочка», а з 1989 року отримав свою нинішню назву — «Чорнорочка». У 1990 році створена жіночі футбольну збірну СРСР, в якій виступали 4 вихованки одеського футболу. «Чорноморочка» виступала спочатку в Першій лізі, а згодом й у Вищій лізі СРСР. Сезон 1992 року розпочала у Вищій лізі чемпіонату України, проте посіла останнє 10-е місце. З 1993 по 1996 рік продовжувала виступи у Вищій лізі, проте займала місця або в середині турнірної таблиці, або в її нижній частині. З 1997 по 2005 рік у чемпіонатах України не виступала. У 2006 році повернулася до Всеукраїнських змагань, грала у Вищій лізі, проте посіла передостаннє 9-н місце та не кваліфікувалася до фінальної частини змагання. Учемпіонаті 2007 року одеситки знову не брали участі. У 2008 році «Чорноморочка» посіла передостаннє 9-е місце та не змогла кваліфікуватися до фінальної частини турніру. Сезон 2009 року одеський колектив у «великому футболі» пропустив, проте в квітні того ж року виграв жіночий чемпіонат України з футзалу Наступного року клуб повернувся до Вищої ліги, проте посів передостаннє 9-е місце. З 2011 року у всеукраїнських футбольних змаганнях не виступав. У 2013 році стало відомо, що команда виступатиме в Першій лізі та кубку України. Перед клубом було поставлене завдання якогомога швидше повернутися у Вищу лігу, проте виконати того року це завдання не вдалося. Одеситки у групі 1 першої ліги фінішували 3-и й не потрапили у фінальну частину змагання. У 2014 та 2015 році в групі 2 «Чорноморочка» посіла 3-є місце, а в 2016 році в групі Б посіла останнє 4-е місце. З 2017 року через фінансові труднощі «Чорноморочка» не бере участі у всеукраїнських футбольних змаганнях.

## Відомі гравчині
- Світлана Фрішко
- Тетяна Романенко
- Валентина Баркова